# Natsu no sei ep
Natsu no sei ep (jap. 夏のせい ep) – pierwszy minialbum japońskiego zespołu Radwimps, wydany w Japonii 2 września 2020 roku przez EMI Records. Zadebiutował na 4 pozycji w rankingu Oricon i pozostał na liście przez 11 tygodni.
Album został wydany w trzech edycjach: regularnej i dwóch limitowanych (CD+DVD i CD+Blu-ray). Sprzedał się w nakładzie 19 646 egzemplarzy.

## Lista utworów
Tekst: Yōjirō Noda; Aranżacja: RADWIMPS, Yōjirō Noda; Aranżacja instrumentów smyczkowych: Seigen Tokuzawa.
| CD | CD                                                   | CD      |
| Nr | Tytuł utworu                                         | Długość |
| -- | ---------------------------------------------------- | ------- |
| 1. | „Natsu no sei” (jap. 夏のせい)                       | 5:42    |
| 2. | „Nekojarashi” (jap. 猫じゃらし)                      | 4:48    |
| 3. | „Light The Light”                                    | 3:58    |
| 4. | „Shin sekai” (jap. 新世界)                           | 4:14    |
| 5. | „Kokoro no naka” (jap. ココロノナカ) (Complete ver.) | 4:19    |
| 6. | „Natsu no sei” (jap. 夏のせい) (English ver.)        | 5:42    |

| DVD/Blu-ray | DVD/Blu-ray                                                                              | DVD/Blu-ray |
| Nr          | Tytuł utworu                                                                             | Długość     |
| ----------- | ---------------------------------------------------------------------------------------- | ----------- |
| 1.          | „Light The Light Music Video”                                                            |             |
| 2.          | „Nekojarashi Teaser” (jap. 猫じゃらし Teaser)                                            |             |
| 3.          | „Nekojarashi Music Video” (jap. 猫じゃらし Music Video) (#RADnekojarashi ver.)           |             |
| 4.          | „Kokoro no naka Movie” (jap. ココロノナカ Movie) (StayHome ver.)                         |             |
| 5.          | „Natsu no sei Music Video” (jap. 夏のせい Music Video)                                   |             |
| 6.          | „Natsu no sei Music Video Making eizō” (jap. 夏のせい ミュージックビデオ メイキング映像) |             |

## Notowania
| Lista                            | Pozycja |
| -------------------------------- | ------- |
| Oricon Weekly Album Chart        | 4       |
| Billboard Japan Top Albums Sales | 4       |
| Billboard Japan Hot Albums       | 4       |